# Джаггернаут (персонаж)
Джаггернаут (Кейн Марко) — вигаданий персонаж з коміксів американського видавництва Marvel Comics. Персонаж був створений сценаристом Стеном Лі та художником Джеком Кірбі, вперше з'явився у 12-му випуску журналу The X-Men (липень 1965 року). Він отримав надзвичайну силу завдяки чарівному рубіну Цитторака, і з того часу є одним з наймогутніших ворогів Людей Ікс. Як з'ясувалося пізніше, Джаггернаут є зведеним братом Чарльза Ксавьера, наставника Людей Ікс.
У 2008 році Джаггернаут потрапив на 188 сходинку списку 200 найвидатніших персонажів коміксів усіх часів за версією журналу Wizard, а у 2009 році інтернет-видання IGN помістило його на 19 місце у списку 100 найкращих комікс-лиходіїв.
У 2006 році Джаггернаут з'явився у фільмі «Люди Ікс: Остання битва» як один з союзників Магнето. Його роль виконав відомий британський актор та футболіст Вінні Джонс.